# Aeropuerto Internacional Mohammed V
El Aeropuerto Internacional Mohammed V (Código IATA: CMN;Código OACI: GMMN) (en francés: Aéroport International Mohammed V; en árabe: مطار محمد الخامس الدولي; transliterado: Matar Muhammad al-Khamis ad-Dowaly) es un aeropuerto operado por la agencia marroquí aeroportuaria ONDA. Se ubica en la localidad de Nouasseur, un suburbio situado 30 kilómetros al sureste de Casablanca, siendo el aeropuerto que soporta la mayor cantidad de tráfico aéreo de Marruecos - más de 10 millones de pasajeros pasaron a través del aeropuerto en 2018.
El aeropuerto es el hub principal de la aerolínea de bandera marroquí Royal Air Maroc. El aeropuerto recibe este nombre en honor al rey Mohammed V de Marruecos. Está hermanado con el Aeropuerto Internacional Thurgood Marshall y el Aeropuerto Internacional Yaser Arafat.

## Historia

### Orígenes
El Aeropuerto Internacional Mohammed V fue inicialmente la localización de una base aérea de la USAF conocida como Base Aérea de Nouasseur. Incluso en la actualidad, una parte de los habitantes se refieren al aeropuerto simplemente como "Nouasseur". Durante el principio y la mitad de los años 50, la base aérea era un enclave estratégico para los bombarderos de la Fuerza Aérea de los Estados Unidos que estaban en alerta ante un eventual ataque contra la Unión Soviética. Durante un tiempo también fue un lugar de aterrizaje de emergencia para el transbordador espacial. Todas estas operaciones fueron trasladadas años más tarde a la Base Aérea de Ben Guerir.
Con la desestabilización del Gobierno francés en Marruecos, y la Independencia Marroquí en 1956, el gobierno de Mohámmed V quiso que la USAF abandonase todas las bases que tenía en Marruecos, petición que se hizo más fuerte a tenor de la intervención estadounidense en el Líbano en 1958. Los Estados Unidos aceptaron abandonar las bases en 1959, llevándose finalmente a cabo en 1963.

### Incidentes
El 1 de julio de 1967, un Ilyushin IL-18 de Ceskoslovenske Aerolinie que había sido desviado hacia Casablanca debido a la niebla presente en su destino original, Rabat, se estrelló a 8 millas de distancia en su segundo intento de aterrizar en Casablanca.
EL 1 de abril de 1970, un Sud Aviation SE-210 Caravelle de la Royal Air Maroc se estrelló en la aproximación al aeropuerto al perder el control a una altitud de 500 pies. Sólo 21 de las 82 personas que iban a bordo lograron sobrevivir.

## Estadísticas

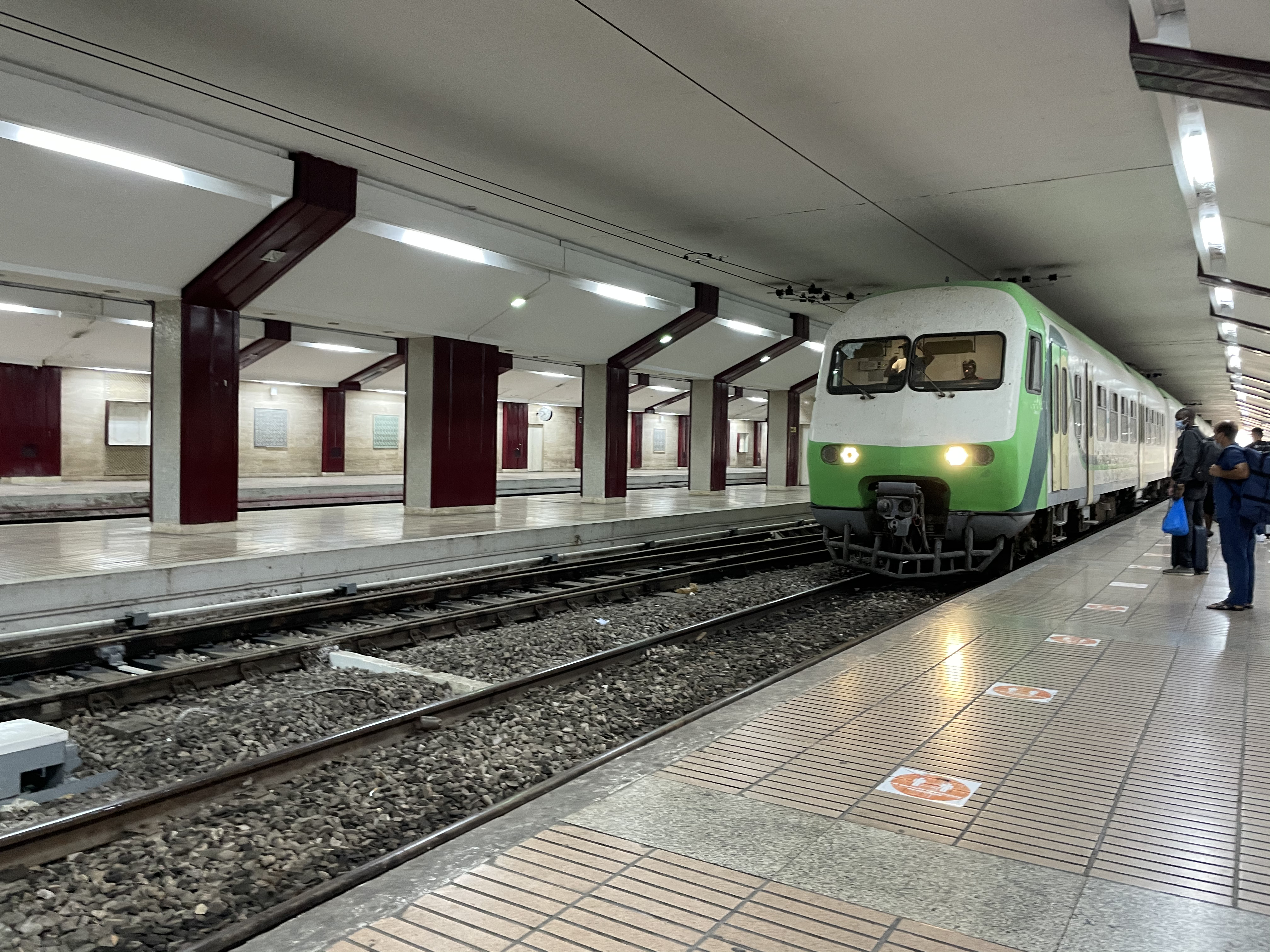
Estación de la red Al Bidaoui del aeropuerto

Ver fuente y consulta Wikidata.

## Aerolíneas y destinos

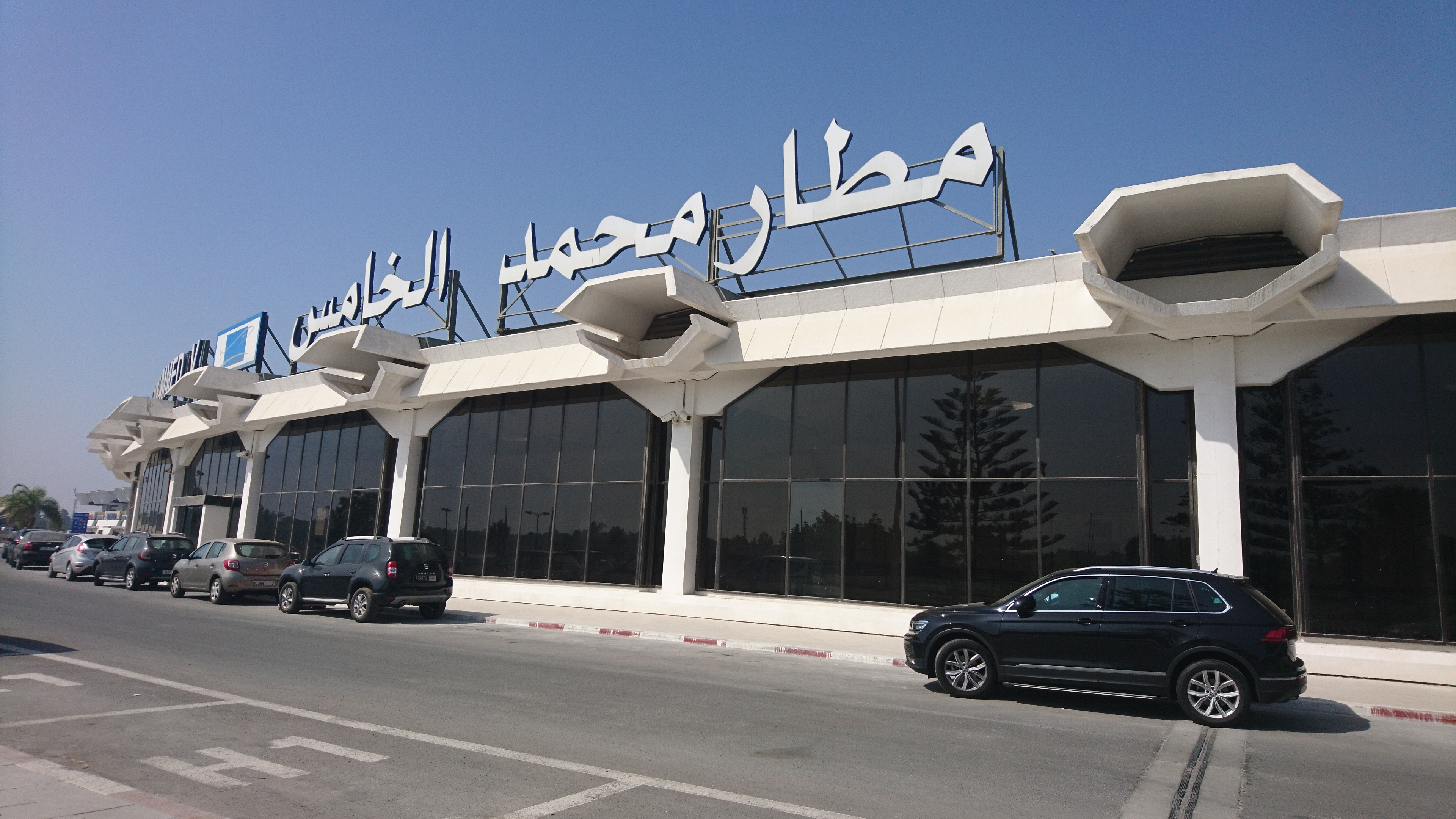
Entrada del Aeropuerto Internacional Mohammed V

### Destinos nacionales
| Ciudades          | Aeropuerto                        | Aerolíneas      |
| Marruecos         | Marruecos                         | Marruecos       |
| ----------------- | --------------------------------- | --------------- |
| Agadir            | Aeropuerto de Agadir-Al Massira   | Royal Air Maroc |
| Alhucemas         | Aeropuerto Cherif Al Idrissi      | Royal Air Maroc |
| Er-Rachidía       | Aeropuerto Moulay Ali Cherif      | Royal Air Maroc |
| Fez               | Aeropuerto de Fez-Saïss           | Royal Air Maroc |
| Guelmim           | Aeropuerto de Guelmim             | Royal Air Maroc |
| Marrakech         | Aeropuerto de Marrakech-Menara    | Royal Air Maroc |
| Nador             | Aeropuerto Internacional de Nador | Royal Air Maroc |
| Tánger            | Aeropuerto de Tánger-Ibn Battuta  | Royal Air Maroc |
| Tan-Tan           | Aeropuerto de Tan-Tan             | Royal Air Maroc |
| Tetuán            | Aeropuerto de Tetuán-Sania Ramel  | Royal Air Maroc |
| Uarzazat          | Aeropuerto de Ouarzazate          | Royal Air Maroc |
| Uchda             | Aeropuerto de Uchda Angads        | Royal Air Maroc |
| Zagora            | Aeropuerto de Zagora              | Royal Air Maroc |
| Sahara Occidental |                                   |                 |
| El Aaiún          | Aeropuerto Internacional Hassan I | Royal Air Maroc |
| Villa Cisneros    | Aeropuerto de Villa Cisneros      | Royal Air Maroc |

### Destinos internacionales
| Ciudades por países             | Nombre del aeropuerto                            | Aerolíneas                                              |
| África                          | África                                           | África                                                  |
| ------------------------------- | ------------------------------------------------ | ------------------------------------------------------- |
| Angola                          |                                                  |                                                         |
| Luanda                          | Aeropuerto Quatro de Fevereiro                   | Royal Air Maroc                                         |
| Argelia                         |                                                  |                                                         |
| Argel                           | Aeropuerto Internacional Houari Boumedienne      | Royal Air Maroc                                         |
| Benín                           |                                                  |                                                         |
| Cotonú                          | Aeropuerto de Cotonú-Cadjehoun                   | Royal Air Maroc                                         |
| Burkina Faso                    |                                                  |                                                         |
| Uagadugú                        | Aeropuerto de Uagadugú                           | Royal Air Maroc                                         |
| Cabo Verde                      |                                                  |                                                         |
| Praia                           | Aeropuerto Internacional Nelson Mandela          | Royal Air Maroc                                         |
| Camerún                         |                                                  |                                                         |
| Duala                           | Aeropuerto Internacional de Douala               | Royal Air Maroc                                         |
| Yaundé                          | Aeropuerto Internacional de Yaundé               | Royal Air Maroc                                         |
| Costa de Marfil                 |                                                  |                                                         |
| Abiyán                          | Aeropuerto Port Bouet                            | Air Côte d'Ivoire / Royal Air Maroc                     |
| Egipto                          |                                                  |                                                         |
| Alejandría                      | Aeropuerto de Borg El Arab                       | Air Cairo                                               |
| El Cairo                        | Aeropuerto Internacional de El Cairo             | Egyptair / Royal Air Maroc                              |
| Gabón                           |                                                  |                                                         |
| Libreville                      | Aeropuerto Internacional de Libreville-Leon M'ba | Royal Air Maroc                                         |
| Gambia                          |                                                  |                                                         |
| Banjul                          | Aeropuerto Internacional Yundum                  | Royal Air Maroc                                         |
| Ghana                           |                                                  |                                                         |
| Acra                            | Aeropuerto Internacional Kotoka                  | Royal Air Maroc                                         |
| Guinea                          |                                                  |                                                         |
| Conakri                         | Aeropuerto Internacional de Conakri              | Royal Air Maroc                                         |
| Guinea-Bisáu                    |                                                  |                                                         |
| Bisáu                           | Aeropuerto Internacional Osvaldo Vieira          | Royal Air Maroc                                         |
| Guinea Ecuatorial               |                                                  |                                                         |
| Malabo                          | Aeropuerto de Malabo-Santa Isabel                | Royal Air Maroc                                         |
| Liberia                         |                                                  |                                                         |
| Monrovia                        | Aeropuerto Internacional Roberts                 | Royal Air Maroc                                         |
| Mali                            |                                                  |                                                         |
| Bámako                          | Aeropuerto Internacional de Bamako-Sénou         | Royal Air Maroc                                         |
| Mauritania                      |                                                  |                                                         |
| Nuakchot                        | Aeropuerto Internacional de Nuakchot             | Mauritania Airlines / Royal Air Maroc                   |
| Níger                           |                                                  |                                                         |
| Niamey                          | Aeropuerto Internacional Diori Hamani            | Royal Air Maroc                                         |
| Nigeria                         |                                                  |                                                         |
| Abuya                           | Aeropuerto Internacional Nnamdi Azikiwe          | Royal Air Maroc                                         |
| Lagos                           | Aeropuerto Internacional Murtala Muhammed        | Royal Air Maroc                                         |
| República Centroafricana        |                                                  |                                                         |
| Bangui                          | Aeropuerto Internacional Bangui M'Poko           | Royal Air Maroc                                         |
| República del Congo             |                                                  |                                                         |
| Brazzaville                     | Aeropuerto de Maya-Maya                          | Royal Air Maroc                                         |
| República Democrática del Congo |                                                  |                                                         |
| Kinsasa                         | Aeropuerto Internacional de N'Djili              | Royal Air Maroc                                         |
| Senegal                         |                                                  |                                                         |
| Dakar                           | Aeropuerto de Dakar                              | Royal Air Maroc / Senegal Airlines                      |
| Sierra Leona                    |                                                  |                                                         |
| Freetown                        | Aeropuerto Internacional de Lungi                | Royal Air Maroc                                         |
| Togo                            |                                                  |                                                         |
| Lomé                            | Aeropuerto de Lomé-Tokoin                        | Royal Air Maroc                                         |
| Túnez                           |                                                  |                                                         |
| Túnez                           | Aeropuerto Internacional de Túnez-Cartago        | Nouvelair / Royal Air Maroc / Tunisair                  |
| Norteamérica                    |                                                  |                                                         |
| Canadá                          |                                                  |                                                         |
| Montreal                        | Aeropuerto Internacional Pierre Elliott Trudeau  | Air Canada / Royal Air Maroc                            |
| Toronto                         | Aeropuerto Internacional Toronto Pearson         | Royal Air Maroc                                         |
| Estados Unidos                  |                                                  |                                                         |
| Miami                           | Aeropuerto Internacional de Miami                | Royal Air Maroc                                         |
| Nueva York                      | Aeropuerto Internacional John F. Kennedy         | Royal Air Maroc                                         |
| Washington D. C.                | Aeropuerto Internacional de Washington-Dulles    | Royal Air Maroc                                         |
| Suramérica                      |                                                  |                                                         |
| Brasil                          |                                                  |                                                         |
| Sao Paulo                       | Aeropuerto Internacional de São Paulo-Guarulhos  | Royal Air Maroc                                         |
| Asia                            |                                                  |                                                         |
| Arabia Saudita                  |                                                  |                                                         |
| Medina                          | Aeropuerto Príncipe Mohammad Bin Abdulaziz       | Flynas / Royal Air Maroc                                |
| Riad                            | Aeropuerto Internacional Rey Khalid              | Royal Air Maroc / Saudia                                |
| Yida                            | Aeropuerto Internacional Rey Abdulaziz           | Flynas / Royal Air Maroc / Saudia                       |
| Baréin                          |                                                  |                                                         |
| Manama                          | Aeropuerto Internacional de Baréin               | Gulf Air                                                |
| Catar                           |                                                  |                                                         |
| Doha                            | Aeropuerto Internacional Hamad                   | Qatar Airways / Royal Air Maroc                         |
| China                           |                                                  |                                                         |
| Pekín                           | Aeropuerto Internacional de Pekín-Daxing         | Royal Air Maroc                                         |
| EAU                             |                                                  |                                                         |
| Abu Dabi                        | Aeropuerto Internacional de Abu Dabi             | Etihad Airways                                          |
| Dubái                           | Aeropuerto Internacional de Dubái                | Emirates / Royal Air Maroc                              |
| Israel                          |                                                  |                                                         |
| Tel Aviv                        | Aeropuerto Internacional Ben Gurion              | Royal Air Maroc                                         |
| Kuwait                          |                                                  |                                                         |
| Kuwait                          | Aeropuerto Internacional de Kuwait               | Kuwait Airways                                          |
| Turquía                         |                                                  |                                                         |
| Estambul                        | Aeropuerto de Estambul                           | Royal Air Maroc / Turkish Airlines                      |
| Estambul                        | Aeropuerto Internacional Sabiha Gökçen           | Air Arabia / Pegasus Airlines                           |
| Europa                          |                                                  |                                                         |
| Alemania                        |                                                  |                                                         |
| Düsseldorf                      | Aeropuerto Internacional de Düsseldorf           | Eurowings (Estacional)                                  |
| Fráncfort                       | Aeropuerto de Fráncfort del Meno                 | Lufthansa / Royal Air Maroc                             |
| Bélgica                         |                                                  |                                                         |
| Bruselas                        | Aeropuerto de Bruselas-National                  | Air Arabia / Royal Air Maroc / TUI fly Belgium          |
| Lieja                           | Aeropuerto de Lieja                              | TUI fly Belgium (Estacional)                            |
| España                          |                                                  |                                                         |
| Barcelona                       | Aeropuerto de Barcelona-El Prat                  | Air Arabia / Royal Air Maroc                            |
| Gran Canaria                    | Aeropuerto de Gran Canaria                       | Royal Air Maroc                                         |
| Madrid                          | Aeropuerto de Madrid-Barajas                     | Air Arabia / Iberia / Royal Air Maroc                   |
| Málaga                          | Aeropuerto de Málaga-Costa del Sol               | Air Arabia / Air Nostrum (Estacional) / Royal Air Maroc |
| Sevilla                         | Aeropuerto de Sevilla                            | Royal Air Maroc                                         |
| Tenerife                        | Aeropuerto de Tenerife Sur                       | Royal Air Maroc                                         |
| Valencia                        | Aeropuerto de Valencia                           | Royal Air Maroc                                         |
| Francia                         |                                                  |                                                         |
| Burdeos                         | Aeropuerto de Burdeos-Mérignac                   | Royal Air Maroc                                         |
| Estrasburgo                     | Aeropuerto de Estrasburgo                        | Royal Air Maroc                                         |
| Lille                           | Aeropuerto de Lille-Lesquin                      | TUI fly Belgium                                         |
| Lyon                            | Aeropuerto de Lyon-Saint Exupéry                 | Air Arabia / Royal Air Maroc                            |
| Marsella                        | Aeropuerto de Marsella-Provenza                  | Royal Air Maroc                                         |
| Metz                            | Aeropuerto de Metz-Nancy-Lorena                  | TUI fly Belgium                                         |
| Montpellier                     | Aeropuerto de Montpellier-Méditerranée           | Air Arabia / Royal Air Maroc                            |
| Nantes                          | Aeropuerto de Nantes Atlantique                  | Royal Air Maroc / Transavia                             |
| Niza                            | Aeropuerto Internacional de Niza-Costa Azul      | Royal Air Maroc                                         |
| París                           | Aeropuerto de París-Charles de Gaulle            | Air France / Royal Air Maroc                            |
| París                           | Aeropuerto de París-Orly                         | Royal Air Maroc / Transavia France / TUI fly Belgium    |
| Toulouse                        | Aeropuerto de Toulouse-Blagnac                   | Royal Air Maroc                                         |
| Italia                          |                                                  |                                                         |
| Bérgamo                         | Aeropuerto de Bérgamo-Orio al Serio              | Air Arabia                                              |
| Bolonia                         | Aeropuerto de Bolonia                            | Air Arabia / Royal Air Maroc                            |
| Catania                         | Aeropuerto de Catania-Fontanarossa               | Air Arabia                                              |
| Cuneo                           | Aeropuerto de Cuneo                              | Air Arabia                                              |
| Milán                           | Aeropuerto de Milán-Malpensa                     | Royal Air Maroc                                         |
| Nápoles                         | Aeropuerto de Nápoles-Capodichino                | Air Arabia / Royal Air Maroc                            |
| Pisa                            | Aeropuerto de Pisa                               | Air Arabia                                              |
| Roma                            | Aeropuerto de Roma-Fiumicino                     | Royal Air Maroc                                         |
| Turín                           | Aeropuerto de Turín-Caselle                      | Royal Air Maroc                                         |
| Venecia                         | Aeropuerto Internacional Marco Polo              | Air Arabia / Royal Air Maroc                            |
| Países Bajos                    |                                                  |                                                         |
| Ámsterdam                       | Aeropuerto de Ámsterdam-Schiphol                 | Royal Air Maroc / Transavia                             |
| Róterdam                        | Aeropuerto de Róterdam-La Haya                   | TUI fly Belgium (Estacional)                            |
| Portugal                        |                                                  |                                                         |
| Lisboa                          | Aeropuerto de Lisboa                             | Royal Air Maroc / TAP Air Portugal                      |
| Oporto                          | Aeropuerto Francisco de Sá Carneiro              | Royal Air Maroc                                         |
| Reino Unido                     |                                                  |                                                         |
| Londres                         | Aeropuerto de Londres-Gatwick                    | Royal Air Maroc                                         |
| Londres                         | Aeropuerto de Londres-Heathrow                   | Royal Air Maroc                                         |
| Londres                         | Aeropuerto de Londres-Stansted                   | Royal Air Maroc (Estacional)                            |
| Mánchester                      | Aeropuerto de Mánchester                         | Royal Air Maroc                                         |
| Rusia                           |                                                  |                                                         |
| Moscú                           | Aeropuerto de Moscú Domodedovo                   | Royal Air Maroc                                         |
| Suiza                           |                                                  |                                                         |
| Basilea                         | Aeropuerto de Basilea-Mulhouse-Friburgo          | Air Arabia                                              |
| Ginebra                         | Aeropuerto Internacional de Ginebra              | Air Arabia / Royal Air Maroc                            |

### Aerolíneas de carga
Los principales operadores de carga son:
| Aerolíneas             | Destinos |
| ---------------------- | --- |
| Air France Cargo       | Nairobi, París-Charles de Gaulle |
| DHL Airways            | Ámsterdam, Bruselas, Fráncfort del Meno, Madrid, París-Charles de Gaulle. |
| Royal Air Maroc Cargo  | Argel, Barcelona, Pekín, Bruselas, El Cairo, Dubái, El Aaiún, Hong Kong, Lisboa, Londres-Heathrow, Milán, París-Orly, Nueva-York-JFK*, Roma-Fiumicino, Recife, Tánger, Washington D. C., Zaragoza |
| UPS Airlines           | Londres-Gatwick, Louisville, Madrid, Newark, Roma-Fiumicino |
| Turkish Airlines Cargo | Estambul-Ataturk, Madrid |